# Contea di Highland (Virginia)
La contea di Highland (in inglese Highland County) è una contea dello Stato della Virginia, negli Stati Uniti. La popolazione al censimento del 2000 era di 2 536 abitanti. Il capoluogo di contea è Monterey.